# 1829 dans les chemins de fer
Chronologie des chemins de fer
1828 dans les chemins de fer - 1829 - 1830 dans les chemins de fer

## Évènements
- D’une longueur de 1 mille prussien, la première ligne de chemin de fer de Prusse, la Silscheder Kohlenbahn entre Gevelsberg et Hagen-Haspe voit le jour.

### Octobre
- 1er octobre : premiers tours de roue de la locomotive de Marc Seguin
- 5 octobre : en vue de la mise en service prochaine de la ligne de chemin de fer Manchester-Liverpool, les futurs exploitants organisent le Concours de Rainhill. George Stephenson remporte l'épreuve devant quatre compétiteurs avec son prototype, la Fusée.